# Halim Badawi
Halim Badawi (Barranquilla, 15 de febrero de 1982) es un crítico y curador de arte especializado en el arte colombiano y latinoamericano de los siglos XIX y XX, con énfasis en la historia del coleccionismo y el mercado, los archivos de artistas, los artistas viajeros y los orígenes del arte moderno, temas sobre los que ha sido autor y coautor de alrededor de trescientos artículos, ensayos, catálogos, libros y exposiciones. Vive y trabaja en Madrid (España).

## Reseña biográfica
Es autor del libro Historia urgente del arte en Colombia: dos siglos de arte en el país, publicado por el Sello Crítica de Editorial Planeta en noviembre de 2019.Entre 2013 y 2019 fue colaborador regular de la revista Arcadia (Bogotá) del grupo Semana, en donde hizo parte del Consejo Editorial, y ha publicado sus ensayos en Esfera Pública (Bogotá), Frieze (Londres), Artecontexto (Madrid), Credencial Historia (Bogotá) y Babelia (El País, Madrid), entre otras revistas. Fue autor y editor invitado del Boletín Cultural y Bibliográfico del Banco de la Repúblicacon un número sobre coleccionismo y bibliofilia en Colombia. Actualmente prepara un libro sobre el colectivo artístico El Sindicato y la fotógrafa Ida Esbra.
Como curador ha llevado a cabo exposiciones dedicadas a examinar el trabajo del científico prusiano Alexander von Humboldt, en especial su legado para la historia del arte: ha publicado dos libros y curado tres exposiciones sobre el tema para el Humboldt Forum de Berlín, la Universidad Nacional de Colombia y la Fundación Gilberto Alzate Avendaño). También ha estudiado a artistas como Jean-Baptiste Louis Gros, Andrés de Santa María y Jorge Ortiz;ha montado exposiciones dedicadas a estudiar las relaciones entre arte y animalismo (como curador del proyecto Bogotá Capital Animal),y ha puesto en valor la documentación histórico-artística y la historia LGBTI,esto, como fundador y director del Archivo Arkhé,en Madrid, una entidad dedicada al rescate de documentos de arte latinoamericano e historia LGTBI+. 
Actualmente, es miembro del Comité Asesor de Artes Plásticas del Banco de la República, en Bogotá (Colombia), y del Comité Asesor del Museo de América, en Madrid (España). 

## Libros publicados
- Badawi H. (2019). Historia urgente del arte en Colombia: dos siglos de arte en el país. Bogotá: Planeta, Bogotá.
- Badawi H. (2019). La naturaleza de las cosas: Humboldt, idas y venidas. Bogotá: Goethe Institut – Universidad Nacional de Colombia.
- Badawi H. (2017). La Escuela de Humboldt en América: el barón Gros y los artistas viajeros del XIX. Bogotá: Fundación Gilberto Alzate Avendaño.
- Varios autores (2016). Arte y disidencia política: memorias del Taller 4 Rojo. Madrid: Museo Nacional Centro de Arte Reina Sofía, Red de Conceptualismos del Sur – Bogotá: Universidad Nacional de Colombia – Editorial La Bachué.
- Badawi H. (2014). Alberto Arboleda: collages. Bogotá: Fundación Gilberto Alzate Avendaño.
- Varios autores (2008). Miguel Díaz Vargas: una modernidad invisible. Bogotá: Fundación Gilberto Alzate Avendaño.